# Jericho (Vermont)
Jericho è una città degli Stati Uniti d'America, nella contea di Chittenden, nello Stato del Vermont. La popolazione era di 5.019 abitanti  nel 2010.